# John DuCasse Schulze
John DuCasse Schulze (Nokomis, 23 aprile 1876 – Hollywood, 17 giugno 1943) è stato uno scenografo statunitense.

## Biografia
Ha preso parte a circa 35 film tra il 1921 ed il 1942. È stato candidato due volte ai Premi Oscar nella categoria migliore scenografia: nel 1941 e nel 1942.

## Filmografia
- The Invisible Fear, regia di Edwin Carewe (1921)
- The Lotus Eater, regia di Marshall Neilan (1921)
- A Son of the Sahara, regia di Edwin Carewe (1924)
- Madonna of the Streets, regia di Edwin Carewe (1924)
- My Son, regia di Edwin Carewe (1925)
- The Lady Who Lied, regia di Edwin Carewe (1925)
- Why Women Love, regia di Edwin Carewe (1925)
- Little Annie Rooney
- Temerario nato (Born Reckless), regia di Andrew Bennison, John Ford (1930)
- Young as You Feel, regia di Frank Borzage (1931)
- Umanità (Hearts of Humanity), regia di Christy Cabanne (1932)
- I tre cadetti (The Duke of West Point), regia di Alfred E. Green (1938)
- Il figlio di Montecristo (The Son of Monte Cristo), regia di Rowland V. Lee (1940)